# Hanne Vedel
Hanne Elisabet Vedel (født 23. januar 1933 i Skive) er en dansk væver, der har lavet tekstiler siden 1955 ved hjælp af naturlige råvarer som silke, uld, hør og bomuld. I 1970 flyttede hun virksomheden til Aabenraa efter at have erhvervet Spindegården fra Paula Trock, og gjorde det til sit design- og produktionsanlæg. Hendes tekstiler har meget udbredt været brugt i Danmark og udenlands til kirker, domstole og banker. I 1952 brugte Finn Juhl hendes materialer til polstring og gardiner ved indretningen af rummene til FN's forvaltningsråd i New York. De blev igen anvendt efter 2013-renoveringen.

## Tidlige liv
Hanne Vedel var datter af folkehøjskolelederen Anders Aaby Vedel (1878–1939) og restauratøren Helene Frederikke Solmer (1895–1978). Hun var den yngste af fem børn. Hun gik på Rødding Friskole og en folkehøjskole i Norge. I 1949 blev hun uddannet i vævning som lærling hos Cis Fink i Aabenraa. I 1951 fortsatte hun sin uddannelse på en folkehøjskole i Finland. I 1955 giftede hun sig med arkitekten Jens Dall.

## Karriere
Mens hun var i Finland, arbejdede hun for en kunsthåndværksforretning i Helsinki, hvor hun blev oplært af tekstilkunstner Uhra Simberg Ehrstrøm. Hun deltog også i aftenkurser med den finske designer Kaj Franck.
Da hun vendte tilbage til Danmark i 1953, blev hun ansat hos Paula Trock på Spindegården i Askov. Hun åbnede sit eget værksted i Aabenraa i 1955. I 1970 flyttede hun firmaet til Aabenraa, hvor hun overtog ledelsen af Spindegården. Her producerede hun tekstiler med traditionelt dansk design, herunder tæpper, gardiner og polstring. Hendes enkle, men attraktive designs har ofte stribede mønstre med få farver. Hun har udviklet strikvarer og andre tekstiler i samarbejde med andre kunstnere, herunder Vibeke Lindhardt, Pia Hedegaard, Anne Abildtrup, Kirsten Toftegaard og Johanne Heide. Hendes naturligt producerede materialer, som ikke kunne fås andre steder, viste sig populære blandt dem, der designede folkedragter.
I 1980'erne og 1990'erne fik Vedel anerkendelse for de tekstiler, hun skabte til dekoration af kirker og domkirker i hele landet. De er også blevet brugt til at dekorere retssale og virksomhedsbygninger i Danmark og i udlandet. I 1952 brugte Finn Juhl sine materialer til polstring og gardiner ved design af FN's forvaltningsråd i New York. De blev igen anvendt efter renoveringen i 2013.